# مقاطعة هاميلتون (إنديانا)
مقاطعة هاميلتون (بالإنجليزية: Hamilton County, Indiana)‏ هي إحدى مقاطعات ولاية إنديانا في الولايات المتحدة. ، بلغ عدد سكانها 289495 نسمة في عام 2010 حسب إحصاء مكتب تعداد الولايات المتحدة .

## أعلام
- دوك يونغ
- تشارلز إي. كوكس

## وصلات خارجية
- www.hamiltoncounty.in.gov
- United States Counties